# Enquadernació

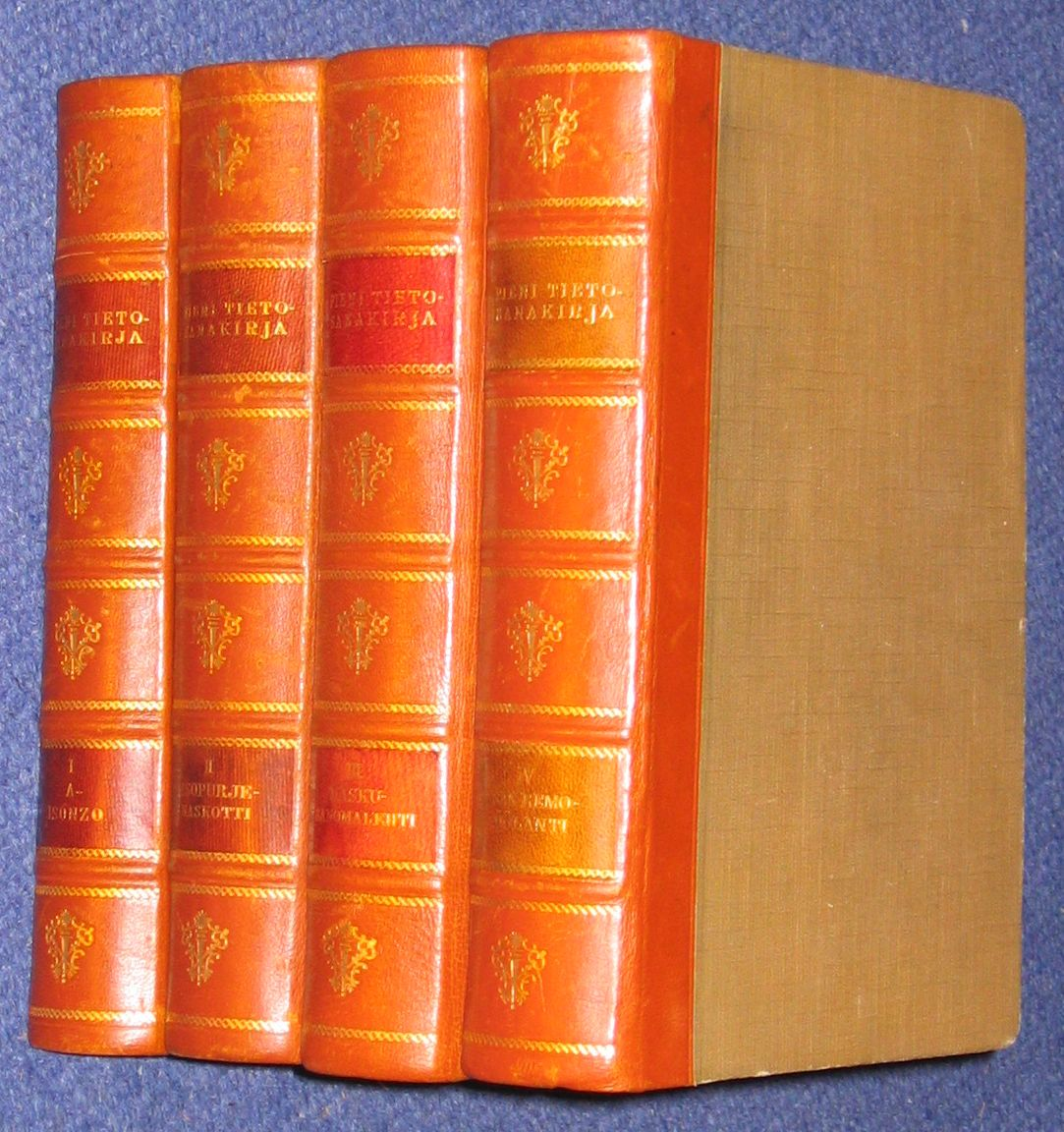
Llibres enquadernats (semi-pell).

L'enquadernament, la relligadura o enquadernació és l'acció de cosir o lligar diversos plecs o quaderns de text i posar-los cobertes. Les enquadernacions tenen per objecte de procurar al llibre tres avantatges: la seva conservació, el seu fàcil maneig i la seva presentació artística.
No comencen a utilitzar-se fins a l'època romana amb la invenció dels còdexs, però ja en els volums egipcis i greco-romans es va adoptar certa enquadernació de forma rudimentària que consistia en un embolcall de pell sobre el rotlle de papir o de pergamí i que hi anava lligat amb tires o corretges. Per a guardar els volums amb el seu embolcall o sense, es col·locaven verticalment en caixes cilíndriques de fusta o metall conegudes amb el nom de scrinium (escriny), les quals podien contenir un cert nombre de volums junts. De vegades, per a llibres o volums preciosos, es feien estoigs i caixes de metall preciós i s'adornaven amb pedreria, en l'art dels quals va destacar la Hispània visigoda.

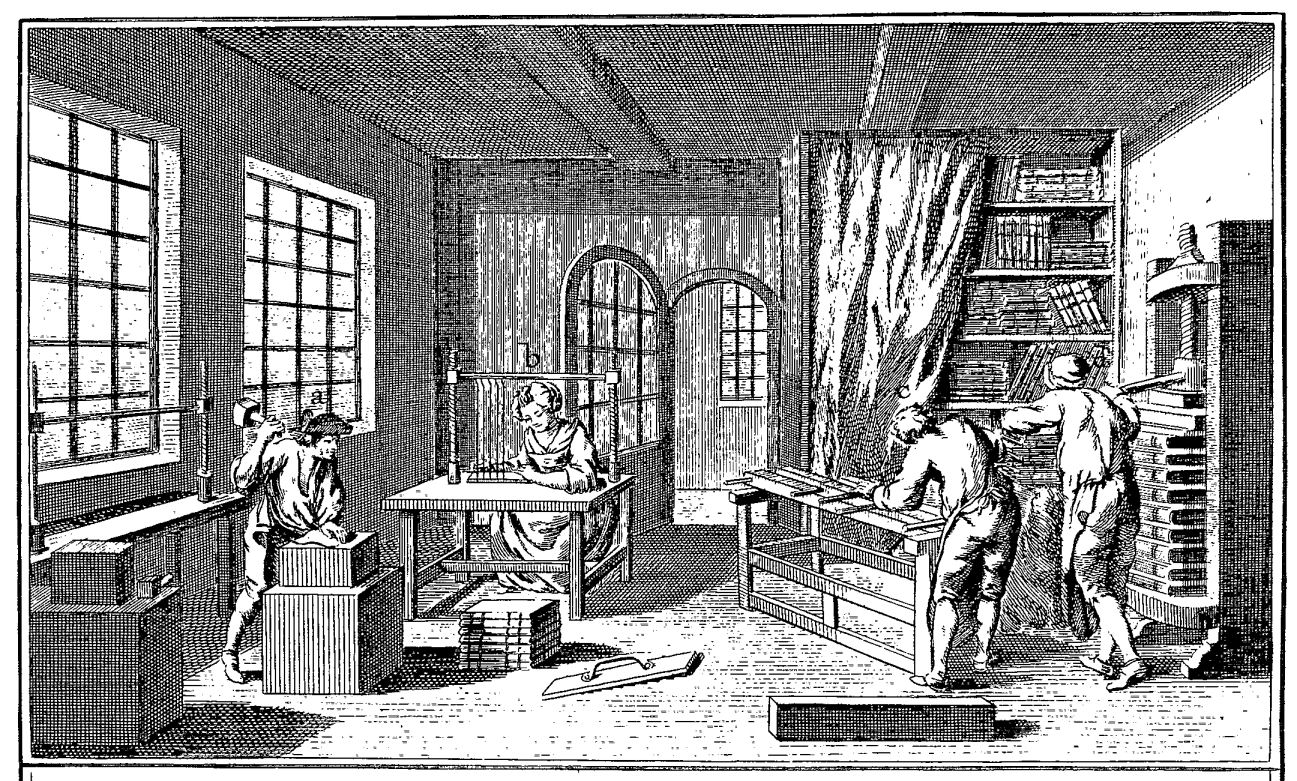
Taller d'enquadernació.

Rudiments d'enquadernació es poden també descobrir- en els pugilares que usaven els romans quan s'unien amb anelles i cordons i més encara quan tenien la forma de múltiples díptics a manera de tapes amb xarnera. Però la veritable enquadernació no va poder tenir lloc fins que es van inventar els còdexs de pergamí. Al principi, devia ser molt simple i poc artística formant les cobertes del còdex una altra pell més gruixuda sobre tauletes de fusta. Però del segle XV ençà començà el luxe en l'enquadernació, amb obres d'orfebreria i escultura en les cobertes que servien d'exemple i de model ja del temps de Constantí la fastuosa Bizanci.

## Edat mitjana

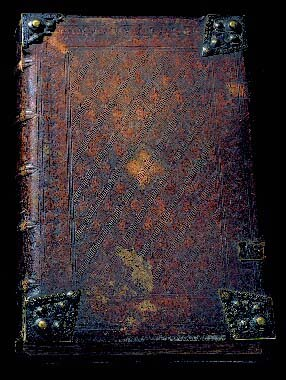
Enquadernació en pell repussada amb guarnicions,.

Tres classes d'enquadernacions es destrien a partir d'aquesta època i per tota l'edat mitjana:
- Simples o de pura utilitat . És el llibre manual i corrent, sobretot, en els monestirs que s'enquadernava amb dues simples taules cobertes de pell o de pergamí sense labors artístiques i es lligava amb alguna corretja o es tancava amb manetes metàl·liques o bé es cobrien els talls amb una prolongació de la pell a manera de cartera. A les universitats, els llibres majors se solien guarnir amb punteres de bronze o ferro i es lligaven amb una cadena a un pal dins d'un pupitre a fi d'evitar pèrdues. Per això, rebien el nom de llibres de cadena o encadenats. Alguns d'aquests còdexs es desaven en armaris i caixes no en posició dret o de cant sinó tombats rebent per això, el nom de tombs quan eren registres d'alguna magnitud, custodiats en els arxius i per la classe de pell que els recobria es deien vedells.
- Elegants. Es formaven amb taules que es recobrien de vellut sobre el qual s'afegia alguna guarnició de plata o bé es folraven amb guadamassils tatxonats amb claus d'adorn. Aquesta manera degué començar a usar-se a Constantinoble cap al segle v, puix que en mosaics de l'època es representen ministres o servidors de l'Emperador que porten grosso llibres enquadernats semblantment. Però no es decoraven en aquells dies les pells amb gofrats repussats que no semblen coneguts abans del segle xiii. En els segles xiv i xv fins a la primeria del xvi es va fer molta enquadernació amb aquestes darreres obres sobretot a Espanya ja començat almenys el segle xiii, essent d'estil mudèjar els gofrats coneguts.
- De gran luxe En aquestes s'empraven els ivoris llaurats, les plaques d'or i plata amb relleus i esmalts i les pedres fines. Es destinaven gairebé exclusivament a llibres litúrgics i Evangelis. En el seu ornamentació es reflecteix sempre l'estil de les èpoques i regions que les van produir.

## Edat moderna

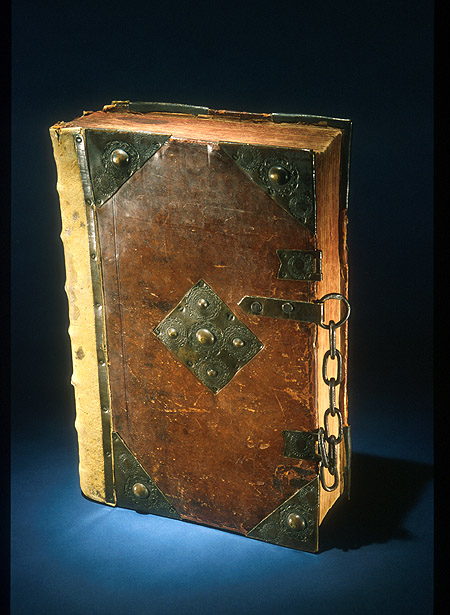
Enquadernació amb guarnicions metàl·liques,.

A l'edat moderna desapareixen gairebé del tot les enquadernacions de gran luxe o amb metalls preciosos i tan sols com a excepció s'usen alguna vegada per a presnets personals. Però, tanmateix, es fan més artístiques les de luxe mitjà i fins i tot les ordinàries, Itàlia els dona la norma del gust i estil substituint la fusta pel cartó per a alleujar el pes del llibre i evitar-ne la destrucció pel corc de la fusta. Malgrat això encara en el segle XVI s'enquaderna sovint amb taules i es dona més importància que abans a l'esquena del llibre, quan hom decora i imprimeix rètols, puix que ha de ser visible en la prestatgeria. El cartó o la taula es recobreixen amb pergamí o pells fines (badana, xagrí, marroquí, pell de Rússia) decorades amb gofrats i dauradures d'estil plateresc i semiarabesc en els llibres de luxe, mentre que altres es relliguen simplement amb coberta de pergamí llis. Del segle xvii ençà s'admet la mitja enquadernació de pell sobre l'esquena i les extremitats i de paper en el restant. Arribat el segle xix sense abandonar aquestes formes, es va estenent l'enquadernació anglesa de simple tela de percalina sobre el cartó encara adornada amb impressions d'or i colors.
La base de dades d'enquadernació històrica de la Reial Biblioteca ofereix mostres importants per aquest període. Les seves descripcions estan realitzades en un alt nivell de detall i sempre van acompanyades de la reproducció digital.

## Enquadernació de llibres religiosos

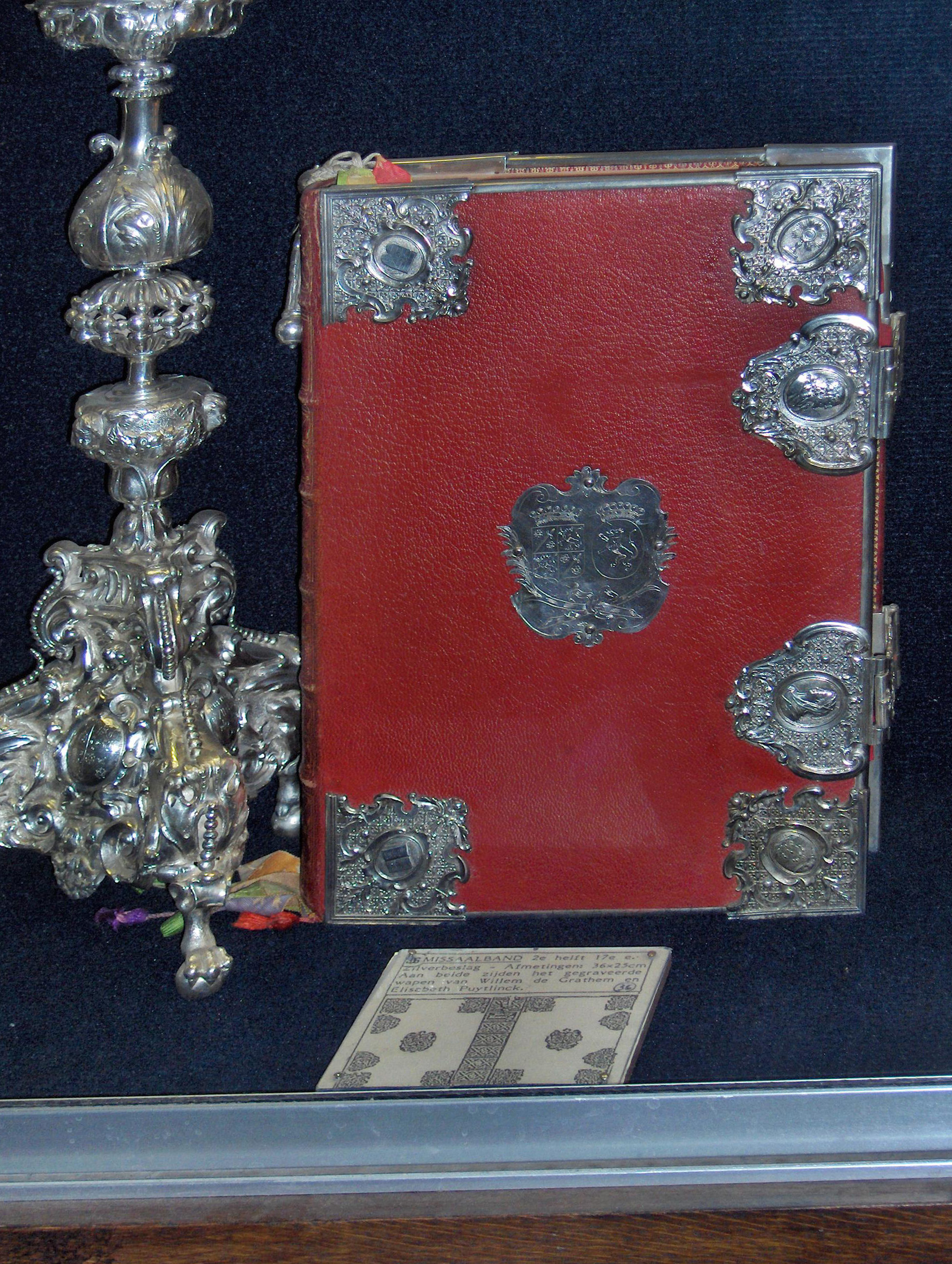
Missal de la fi del.

Les enquadernacions dels llibres sagrats que van començar a fer-se luxoses des de la Pau Constantiniana, no servien tant per a la guarda i conservació d'aquests com de preciós ornament. Van servir a aquest propòsit làmines d'ivori amb relleus i planxes d'or i plata amb encastaments de pedres precioses i amb fines labors de repussament i filigrana. En aquestes enquadernacions es poden distingir quatre èpoques:
1. la romana d'Orient, del segle iv al vii en què les tapes es cobrien d'or o argent amb pedreria segons els models preciosos de Constantinoble. A aquest període correspon l'evangeliari del Tresor de Monza, a causa de la reina Teodolinda (segle xv);
2. la pre-romànica d'Occident, del segle vii fins al XI en què les tapes són ornades amb ivori llaurat, costum que ja en part s'havia encetat en el segle v. A aquesta època correspon el missal de la biblioteca Barberini, en Florència (segle viii);
3. la romànica, durant els segles XI i xii en què aquestes làmines d'ivori s'enquadraven pel comuna o és encastada en un quadre d'argent o or amb pedreria. D'aquest temps daten els ivoris i tapes de la catedral de Jaca i Museu Episcopal de Vic (segles xi i xii);
4. la gòtica, en els segles xiii i xiv que es distingeix per la desaparició de l'ivori i per l'ús d'argent repussat i algunes pedres fines. D'aquest període és l'Evangeliari de la col·legiata de Roncesvalles (segle xiii) sobre el qual juraven els reis de Navarra i les cobertes d'un altre (ja de començps del segle xvi, encara gòtic) que guarda el museu vigatà sense comptar-ne molts de diferents museus o de tresors d'esglésies;
5. Segueix, finalment, el final de l'època gòtica i el Renaixement, en què s'empren indistintament l'argent, els guadamassils, les fustes treballades i els velluts.[4]

## Tipus d'enquadernacions
L'enquadernació, com a art i com a tècnica, des dels primers testimonis dels quals es té constància, al segle iii, fins avui en dia, ha recorregut un llarg camí en el qual aspectes estilístics, tècnics, geogràfics i culturals han condicionat la seva història.
- Enquadernació en rústica
- Enquadernació cartoné
- Enquadernació en pell
- Enquadernació d'espiral, en la qual els fulls resten agafats mitjançant una espiral de filferro.
- Enquadernació d'espiral doble, en la qual els fulls resten tinguts mitjançant una espiral de filferro doble.
- Enquadernació de canonet, en la qual els fulls resten agafats mitjançant un canonet de plàstic.
- Enquadernació en alçat
- Enquadernació grapada
- Enquadernació plegada
- Enquadernació tèrmica
- Enquadernació estampada
- Enquadernació daurada
- Enquadernació amb forats
- Enquadernació en guillotina
- Enquadernació japonesa

## Vocabulari
- caixista: operari d'impremta que té per ofici treure les lletres de la caixa i posar-les ordenadament dins el componedor.
- cativana o escativana: tires de paper o tela, que es posen en les làmines o fulles soltes per a enquadernar-les quan no resta marge per a fer-ho.[6][7]
- cobrir: posar les tapes al llibre.
- componedor: regle de metall o de fusta amb una vora tot al llarg d'un costat i en un cap, on els caixistes van col·locant els caràcters que formen una retxa.
- obra: treball dedicat a textos de composició seguida, en oposició al treball comercial o de remenderia.
- peu de cabra: gravadura que serveix per a ornamentar esquenes i tapes de llibre.[8]
- telar o cosidor: aparell o instrument compost d'una tauleta i un caragol de fusta a cada cap, i a la part superior un travesser foradat a la mida dels caragols de manera que els manté en situació vertical, i enmig del qual s'asseguren les cordes que serveixen per a cosir els quaderns que han de formar un llibre.
- trencafila: costura entrellaçada que els enquadernadors fan entre la corda i la capçada de cada costat al llom d'un llibre, quan el cusen, per fer més fort el relligament; cast. cadeneta.
- alçar:reunir ordenadament els diferents fulls o quaderns d'un llibre que s'ha d'enquadernar.